# Soran Baldowaliew
Soran Baldowaliew / Zoran Baldovaliev (kyrillisch Зоран Балдовалиев; * 4. März 1983 in Strumica, Jugoslawien) ist ein mazedonisch-bulgarischer ehemaliger Fußballspieler.

## Karriere
Baldowaliew begann seine fußballerische Laufbahn 2001 beim FK Belasica. Nach zwei Jahren galt er als einer der besten Stürmer der ersten mazedonischen Liga. Zwischen 2003 und 2004 spielte er für die mazedonische Fußballnationalmannschaft. Im Juni 2003 unterschrieb er einen Vertrag für den slowenischen Club NK Publikum. Danach spielte er für den MKT Araz Imisli. Nach einem Zwischenspiel für den lettischen Meister FK Ventspils im Jahr 2006 ist er ab 2007 für den bulgarischen Verein Lokomotive Sofia spielberechtigt.
In der Winterpause der Saison 2010/11 wechselte Baldowaliew zum zyprischen Enosis Neon Paralimni. Im Sommer 2011 zog es ihn nach Saudi-Arabien. Dort spielte er zunächst für Najran SC, anschließend für al-Qadisiyah. Im Sommer 2012 kehrte er nach Mazedonien zurück, wo er sich FK Horizont Turnovo anschloss. Dort konnte er in der Saison 2012/13 16 Treffer erzielen. Dadurch wurde der griechische Zweitligist AO Kerkyra auf ihn aufmerksam und verpflichtete ihn im Sommer 2013. Er schoss den Klub mit 14 Toren zurück in die Super League. Im Sommer 2014 wechselte er zum FC Chiasso in die Schweizer Challenge League. Schon nach einem halben Jahr kehrte er nach Griechenland zurück, wo er bei Olympiakos Volos anheuerte. Er verpasste mit Volos den Aufstieg und schloss sich erneut Lokomotive Plowdiw an. Zum Jahreswechsel 2015/16 verpflichtete ihn erneut AO Kerkyra, das mittlerweile wieder in der zweiten griechischen Liga spielte.

### Rekord
Soran Baldowaliew hält einen nationalen Rekord, seit er gegen Beroe Stara Sagora innerhalb von 11 Minuten zwischen der 34. und der 45. Minute einen Hattrick erzielte.